# Буске, Фредерик
Фредери́к Буске́ (фр. Frédérick Bousquet; род. 8 апреля 1981 года в Перпиньяне, Франция) — французский пловец вольным стилем и баттерфляем, экс-обладатель мирового рекорда на дистанции 50 м вольным стилем на «длинной воде» с временем 20,94 сек, который он установил 26 апреля 2009 года в финале чемпионата Франции. Он также стал первым пловцом выплывшим из 21 секунды на этой дистанции.
В 2004 году на чемпионате NCCA по плаванию в первом дивизионе среди мужчин он установил рекорд на короткой воде на дистанции в 50 м — 21,10 сек. Этот рекорд продержался более двух лет.
В 2009 году на чемпионате мира в Риме Буске соревновался на дистанциях 50 м и 100 м. Он выиграл серебро на дистанции в 50 м и бронзу на дистанции в 100 м.
Буске выступал за команду Обернского университета — «Обурнские тигры» в 2001—2005 годах. В 2005 году он выиграл дистанцию в 50 ярдов вольным стилем на чемпионате США и установил рекордное время — 18,74, побив предыдущий рекорд 19,05 принадлежавший Тому Джегеру с 1990 года. Буске стал первым человеком, выплывшем на дистанции 50 ярдов вольным стилем из 19 секунд, и на дистанции 50 метров вольным стилем на длинной воде из 21 секунды.
В апреле 2010 года олимпийская чемпионка по плаванию Лор Манаду родила Фредерику дочку Манон.  Пара рассталась.

## Личные рекорды
- Длинная вода:
  - 50 м вольный стиль — 20,94
  - 100 м вольный стиль — 47,15
  - 50 м баттерфляй — 22,84
  - 100 м баттерфляй — 51,50
- Короткая вода:
  - 50 ярдов вольный стиль — 18.74
  - 50 м вольный стиль — 20,63
  - 100 ярдов вольный стиль — 41.83
  - 100 м вольный стиль — 46,87.

## Примечание
1. 1 2  Répertoire national des élus — 2019.
2. ↑  World Aquatics database
3. ↑  Fréderick Bousquet // GeneaStar
4. ↑  Who's Who in France (фр.) — Paris: 1953. — ISSN 0083-9531; 2275-0908
5. ↑  Буске установил мировой рекорд на дистанции 50 метров вольным стилем Архивная копия от 6 января 2010 на Wayback Machine — Sports.ru, 26 апреля 2009
6. ↑  В Штатах штампуют рекорды Архивная копия от 5 сентября 2005 на Wayback Machine